# Samtgemeinde Uelsen
De Samtgemeinde Uelsen is een samtgemeinde in de Duitse deelstaat Nedersaksen. De gemeente ligt in het landkreis Grafschaft Bentheim. De gemeente is zeer dunbevolkt.

## Bestuurlijke indeling
- Getelo
- Gölenkamp
- Halle
- Itterbeck (Nederlands: Itterbeek)
- Uelsen (hoofdplaats van de Samtgemeinde)
- Wielen
- Wilsum

## Ontstaan van de samtgemeinde
De oorsprong van de samtgemeinde Uelsen reikt terug tot 1950. Toen besloten de burgemeesters van het voormalige Kerspel Uelsen politiek en economisch te gaan samenwerken. Zo ontstond de Bezirksbürgermeisterei Uelsen. In 1970 ontwikkelde zich hieruit de Samtgemeinde. Bij de oprichting hiervan maakten er 10 gemeenten deel van uit. Dit aantal verminderde door enkele gemeentelijke herindelingen op 1 maart 1974 tot zeven. Vanaf die datum is Uelsen pas de hoofdplaats van de Samtgemeinde.

Overzichtkaart van de samenwerkingsgemeente.